# Jay-Walk'
『Jay-Walk' [dӕʃ]』（ジェイ・ウォーク・ダッシュ）はJ-WALK2枚目のオリジナル・アルバム。 1982年2月1日、BOURBON RECORDSから、シングル「夕陽にグッドバイ…」と同時発売された。
公式ホームページではタイトルが『JAYWALK'』と変更されている。

## 概要
前作『Jay-Walk』から8ヶ月振りとなるオリジナル・アルバム。

## 収録曲
（全編曲：J-WALK）
1. TAXI DRIVER (タクシー・ドライバー)
作詞：トシ・スミカワ、作曲：杉田裕
2. MORNING GLOW/朝焼けの中で… (モーニング・グロウ)
作詞：トシ・スミカワ、作曲：長島進
後に3枚目のシングル「MORNING GLOW」としてシングルカットされた。
3. 夜間飛行 (NIGHT FLIGHT)
作詞：BILL CRUTCHFIELD、作曲：杉田裕
全英詞曲。
4. ローズマリー (DON'T WORRY ROSEMARY)
作詞：BILL CRUTCHFIELD、作曲：田切純一
2枚目のシングル「夕陽にグッドバイ…」のB面。全英詞曲。
5. 夕陽にグッドバイ (TWILIGHT ON TWILIGHT)
作詞：YABU、作曲：長島進
2枚目のシングル。
6. WE PLAY ROCK'N ROLL (ウイ・プレイ・ロックンロール)
作詞：BILL CRUTCHFIELD、作曲：近藤敬三
後に3枚目のシングル「MORNING GLOW」のB面としてシングルカットされた。全英詞曲。
7. YOU ARE MY FRIEND (ユー・アー・マイ・フレンド)
作詞：YABU、作曲：長島進
後に6枚目のシングルとしてシングルカットされた。
8. 雨に消えた恋 (HARD RAIN WILL WASH AWAY MY TEARS)
作詞：トシ・スミカワ、作曲：長島進
9. 星に抱かれて (IN THE BLUE STARS)
作詞・作曲：知久光康